# ФК «Барселона» в сезоне 1899/1900
Сезон 1899—1900 — первый сезон для футбольного клуба «Барселона». Клуб играл только товарищеские матчи.

## События

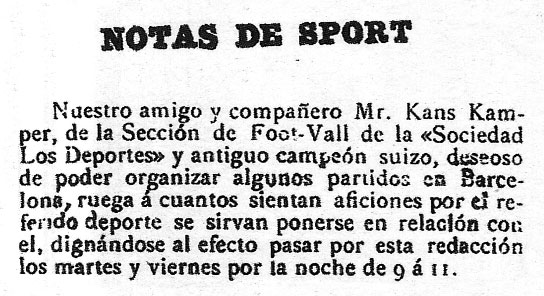
Текст объявления в Los Deportes

22 октября 1899 года Гампер поместил объявление в еженедельнике «Лос-Депортес», объявив о своем желании создать футбольный клуб.
«Наш друг, мистер Ганс Гампер, в прошлом игрок «Эксельсиор», бывшего чемпиона Швейцарии, выразил пожелание провести в Барселоне футбольный турнир. С этой целью он просит всех, кто расположен к этой игре, связаться с ним через нашу редакцию по вторникам и пятницам».
Футбольный клуб Барселона был создан 29 ноября того же года, после совещания, состоявшегося в Гимнасио Соиль, тренажерный зал расположенный в доме номер 5 Монжуик дель Карме-стрит, в Эль-Равал, Барселона. Вальтер Вильд, Луис д’Оссо, Бартомеу Террадас, Отто Кунцль, Отто Майер, Энрик Дукаль, Пере Кабот, Карлес Пуйоль, Жозеп Льобет, Джон и Уильям Парсонсы основали этот клуб.
24 декабря Барселона сыграла первый матч против местного клуба FC Catala В этом матче Ганс Гампер забил два мяча за клуб. Эти голы были первыми для клуба и первым дублем Гампера.

## Матчи

### Товарищеские игры
| 8 декабря 1899 Товарищеский | Барселона | 0:1 | Английская Колония | Velòdrom de la Bonanova, Барселона |
|                             |           |     |                    | Судья: Артур Леаск                 |

| 24 декабря 1899 Товарищеский | Барселона                | 3:1 | Català FC | Velòdrom de la Bonanova, Барселона |
|                              | Жоан Гампер , · E. Witty |     |           | Судья: Артур Лиск                  |

| 26 декабря 1899 Товарищеский | Барселона     | 2:1 | Английская Колония | Velòdrom de la Bonanova, Барселона                  |
|                              | Жоан Гампер , |     |                    | Судья: Артур Лиск (1-й тайм), Джам Вила (2-й тайма) |

| 6 января 1900 Товарищеский | Барселона | 0:4 | Английская Колония | Velòdrom de la Bonanova, Барселона                  |
|                            |           |     |                    | Судья: Кандвелл (1-й тайм), Альбет Селла (2-й тайм) |

| 28 января 1900 Товарищеский | Барселона | 6:0 | Català FC | Velòdrom de la Bonanova, Барселона |

| 2 февраля 1900 Товарищеский | Барселона     | 2:0 | FC Escocés | Velòdrom de la Bonanova, Барселона |
|                             | Жоан Гампер , |     |            | Судья: Кандвелл                    |

| 11 февраля 1900 Товарищеский | Барселона                | 4:0 | Catalá FC | Velòdrom de la Bonanova, Барселона |
|                              | E. Witty , · Жоан Гампер |     |           | Судья: Петр Мачан                  |

| 24 мая 1900 Товарищеский | Барселона           | 2:1 | Team Rojo | Hipòdrom, Барселона                                |
|                          | Лопез · Жоан Гампер |     |           | Судья: Жон Персонс (1-й тайм), Альберт Серра (2-й) |